# 长螯拳蟹
长螯拳蟹（学名：Philyra platychira）为玉蟹科拳蟹属的动物。分布于日本、澳大利亚、菲律宾、丹老群岛、安达曼、波斯湾、南非、台湾以及中国大陆的广东等地，生活环境为海水，主要栖息于水深35-150米沙质海底。